# Шугайло, Иван Авксентьевич
Иван Авксентьевич Шугайло (1906—1957) — советский государственный деятель, член ВКП(б) (с сентября 1930 года). Министр финансов Казахской ССР (1946—1951). Депутат Верховного совета Казахской ССР (1947—1951).

## Биография
Родился 30 ноября 1906 года в селе Дмитриевское Петропавловского уезда Акмолинской области в крестьянской семье.
Учился в сельской школе (1914—1918).
Ученик секретаря сельсовета (1922—1923), секретарь сельсовета (1924—1925), делопроизводитель, счетовод села Марьевка (1925—1928). В 1928 году призван в РККА, комиссован медкомиссией Краснодарского госпиталя по зрению. Заведующий Тонкерейского района (1928—1932), начальник сектора мобилизации средств Южно-Казахстанского области (1932—ноябрь1933). Заведующий Пресновского района, Карагандинская область (1933—1935). Начальник сектора госдоходов Карагандинской области (1935—1936). Начальник сектора госдоходов Северо-Казахстанской области (1936—1937).
В 1939—1940-х годах занимал должность заместителя народного комиссара. С 1941 года в должности народного комиссара. С 1946 по 1951 год занимал должность министра финансов Казахской ССР. С 1947 по 1951 год был депутатом Верховного совета Казахской ССР. С 1951 по 1953 год занимал должность заместителя министра финансов Литовской ССР.

## Семья
Жена — учительница средней школы. 2 сына — (1932 и 1935).

## Награды
- 05.11.1940 — Орден «Знак Почёта»[2][1] — «в связи с 20-летним юбилеем Казахской ССР, за достижения в развитии промышленности, сельского хозяйства, науки и искусства»
- 1942 — Орден Трудового Красного Знамени[3][1]
- 1945 — Орден Трудового Красного Знамени[1]
- 1952 — Орден Трудового Красного Знамени[1]
- Медаль «За победу над Германией в Великой Отечественной войне 1941—1945 гг.»[4]